# بازار مسگرها (شیراز)
بازار مسگرها از بازارهای شیراز است که در محله درب شاهزاده قرار دارد. این بازار بقایای بازار قیصریه است بازار مسگرها که از آجر و گچ ساخته شده بازار مرغ و اردوبازار را به یکدیگر مرتبط می‌کند. این بازار در زمان قاجاریه بر اثر زلزله ویران شد و در سال ۱۲۹۹ ه.ق. بازسازی شد. این بازار اکنون مرکز فروش اسباب منزل است.
این بازار مشابه بازار وکیل است اما در بعد کوچکتر. سقف بازار مسگرها مانند بازار وکیل طاق تویزه دارد و در بالای عرقچین آن حورنورهایی قرار دارد. در این بازار برخلاف بازار وکیل مغازه‌های بازار عموماً هم سطح زمین یا پایین‌تر از سطح زمین ساخته شده‌اند. البته این مسئله به نوع کالایی که در این مغازه‌ها عرضه می‌شده بر می‌گردد.این بازار از سمت راست به بازار قیصریه متصل می‌شود که دارای ۱۲ زوج مغازه‌است که اکثراً بالاتر از سطح زمین ساخته شده‌اند.
در قدیم ارتفاع مغازه‌ها را با توجه به جنسی که در آنجا عرضه می‌شده می‌ساختند. مانند مغازه‌های نانوایی که همواره پایین‌تر از سطح زمین بوده‌اند و مغازه‌های عطاری که بالاتر از سطح زمین ساخته می‌شدند.